# Xenopirostris
Xenopirostris là một chi chim trong họ Vangidae.

## Các loài
- Xenopirostris xenopirostris
- Xenopirostris damii
- Xenopirostris polleni